# Karl Viklund
Karl Gustav Viklund, född 2 april 1898 i Ullånger, Västernorrlands län, död 21 maj 1984 i Luleå, var en svensk folkskollärare och politiker (socialdemokrat).
Viklund var ledamot av riksdagens andra kammare 1937–1946 för Norrbottens läns valkrets.
Han var år 1952 en av grundarna av Norrlandsförbundet.

## Utmärkelser
- 1953 – Hedersledamot vid Norrlands nation
- 1963 – Norrlandsbjörnen
- 1966 – Medicine hedersdoktor vid Umeå universitet